# Eubea
La isla de Eubea (en griego moderno, Εύβοια, Évia, AFI: [ˈevja]; en griego antiguo, Εὔβοια, Éuboia), también llamada Negroponte por los venecianos, es una isla costera de Grecia localizada frente a la costa oriental del mar Egeo. Tiene una superficie de 3900 km², y una población de 210 000 habitantes. Es la sexta isla más grande del mar Mediterráneo. Su capital es Calcis.
Administrativamente, la isla pertenece a la unidad periférica homónima de Eubea de la periferia de Grecia Central. Esa unidad periférica es en su mayoría la isla de Eubea, juntamente con la isla de Esciro y una pequeña parte en la Grecia continental.

## Geografía
Está separada del continente por el golfo de Eubea, que se encuentra dividido en el golfo del norte y el del sur (Canal de Atalante) por el estrecho de Euripo, cercano a la capital, unido por un puente colgante y cuyo punto más cercano al continente es de 38 metros. Al norte está separada de Tesalia por el estrecho de Dhíavlos Oreon (años atrás Trikeri) que mide unos 6 km. Se cree que se separó de la Grecia continental tras un terremoto.
Es una región muy montañosa. El pico más alto de la isla es Dhirfis (Delphi), con una altitud de 1745 m y el segundo el Pixariá, con 1343 m; a la parte norte el Xirón llega a 991 m y al este de Calcis y sur del Dhirfis, el Olimbos mide 1171 m. En el extremo sur de la isla, el monte Ókhi (antiguo Oché), antes monte Elies, mide 1398 m y en su cima hay un antiguo templo. El sur está separado de la isla de Andros por el Pothmós Kafiréos.
Las cimas del norte se llaman Kipaion (oeste, antigua Cenaeum, con 864 m en el monte Lithádha) Y Artemision (este, antiguamente ya llamada Artemision), y las del sur Paximadhi (oeste, antigua Geraidtos, latín Geraestus) que antes se denominaba Mandili, y Kafirévs (este, antigua Kapherens, en latín Caphareus o Caphereus) que años atrás se llamaba Kavo Doro o Xylofágo. Las cumbres orientales son el Sarakínikon, el Kímis, el Okhthoniá y el Poúnda. La longitud es de 145 km de norte a sur y de 48 km al punto más amplio, pero en la parte más estrecha solo son 6.5 km. En Artemision los griegos obtuvieron una gran victoria naval sobre los persas el 480 a. C.
Al este de Calcis hay una llanura conocida antiguamente como Lelantum. Al sur de la antigua Eretria estaba la llanura hoy llamada Aliveri.
El excelente puerto de Yiáltra en el extremo noroeste fue el antiguo puerto de Kalos. En el golfo del sur hay algunas islas (Kavalliani, Stira y Petalidi son las principales, que se llamaban antiguamente Glauconnesus, Aegiliae y Petaliae).
La isla no tiene ríos relevantes, solo algunos arroyos poco importantes. Antiguamente se menciona el nombre de algunos de los más destacados: el Kallas (al norte), el Kereus, el Neleus (en el centro, desaguando al oeste) y el Budorus (en el centro desaguando al este).
Los cultivos son mediterráneos, con viñas, olivos, cereales, hortalizas y también tabaco, y predomina la ganadería ovina y caprina. Hay yacimientos de lignito, bauxita y magnesita. Las fábricas son pocas y concentradas en el entorno de Calcis, destacando las de papel y de cemento.

## Historia

Mapa de Eubea con la ubicación de algunas de sus principales ciudades en la Antigüedad.

En el periodo arcaico, la región estaba habitada por los jonios. Calcis y Eretria fueron ciudades muy prósperas y desempeñaron un papel clave en la colonización griega del Egeo noroccidental, de la Magna Grecia y de Sicilia.
Las reivindicaciones de ambas de la fértil llanura de Lelanto, hicieron degenerar sus relaciones en un prolongado conflicto conocido como el moderno nombre de guerra lelantina sucedida en torno al siglo VIII a. C.
En el siglo VI a. C., pasó a estar bajo el dominio de los atenienses. Los macedonios tomaron posesión de ella en el 338 a. C., tras la batalla de Queronea.
Entre los vestigios antiguos de Eubea se encuentran las llamadas casas de dragones o drakóspita al sur de la isla, en la región de Caristía (o Karystía), que corresponde a los municipios actuales de Kymi-Aliveri y Caristo. Son estructuras de planta cuadrada o rectangular, la mayoría en ruinas. Se han formulado muchas teorías diferentes sobre sus usos, su propósito y su construcción, siendo datadas por los investigadores entre el siglo VI y el siglo II a. C. Sin embargo, no hay ninguna mención a ellas en las fuentes clásicas, y la primera referencia a ellas data del siglo XVIII.
En 1205 fue conquistada por Bonifacio de Montferrato y en 1209 pasó a depender de la República de Venecia, que la mantuvo hasta la conquista turca, que se produjo después de un largo asedio el 12 de julio de 1470 durante la guerra turco-veneciana. La pérdida de Negroponte por la Serenissima causó gran desconcierto en Italia y fue inmortalizado en el Relazione del viaggio di Negroponte del patricio vicentino Giovan Maria Angiolello.
En 1688 los turcos resistieron el asedio de los venecianos, dirigidos por Francesco Morosini, llamado el Peloponnesiaco. Después de siglos de dominio otomano, la isla finalmente regresó a Grecia en febrero de 1830.

## Unidad periférica de Eubea
Desde el año 2011, la unidad periférica de Eubea se divide en los siguientes ocho municipios: 
| Núm. | Municipio               | Población (2011) | Capital |
| ---- | ----------------------- | ---------------- | ------- |
| 1    | Calcis                  | 102 223          | Calcis  |
| 2    | Dyrfis-Mesapia          | 18 800           | Psajná  |
| 3    | Eretria                 | 13 053           | Eretria |
| 4    | Istiea-Edipsós          | 21 083           | Histiea |
| 5    | Caristo                 | 12 180           | Caristo |
| 6    | Kymi-Aliveri            | 28 437           | Aliveri |
| 7    | Mantudi-Limni-Agia Anna | 12 045           | Limni   |
| 8    | Esciros                 | 2944             | Esciros |

Municipios de la unidad periférica de Eubea.

Nota: Parte del territorio del municipio de Calcis está en el continente, unido a la parte noreste de la unidad periférica de Beocia. Esciros es una isla por sí misma y no está en la isla de Eubea.